# Ryszard Farfał
Ryszard Farfał (ur. 1930 w Zbarażu) – polski wykładowca akademicki oraz wysoki urzędnik państwowy.

## Biografia
Urodził się w 1930 r. w Zbarażu.
Studiował w Politechnice Warszawskiej na Wydziale Mechanicznym Technologicznym na Oddziale Inżynieryjno-Ekonomicznym, a następnie w latach 1956–1963 pracował jako wykładowca na tym wydziale.
W kolejnych latach do 1972 r. pracował w Wydziale Przemysłu KC PZPR specjalizując się w zadaniach informatyzacji kraju. W 1970 roku był współautorem strategii informatyzacji Polski na lata 1970–1980 z Antonim Bossowskim, Stefanem Bratkowskim, Ryszardem Dąbrówką, Jackiem Karpińskim, Krzysztof Reyem, Andrzejem Targowskim.
W latach 1972–1989 pełnił funkcję Zastępcy Prezesa Urzędu Patentowego RP. W roku 1980 został powołany w skład Komisji ds. Reformy Gospodarczej, co było związane z kulminacją kryzysu gospodarczego i politycznego.
Zmarł w Warszawie 18 lipca 1997 r.

## Stanowiska
- Wiceprezes Urzędu Patentowego RP (1972-1989)

## Wybrane publikacje
- R. Farfał „Problemy organizacji produkcji w przemyśle”, wydawnictwo Książka i Wiedza, 1968 r.
- A. Bossowski, S. Bratkowski, R. Dąbrówka, R. Farfał, J. Karpiński, K. Rey, A. Targowski, „Projekt kierunkowego planu rozwoju informatyki”, marzec 1970 r.